# Lagunas de Ambroz
Las Lagunas de Ambroz, conforman un humedal ubicado en el distrito de Vicálvaro, Madrid. El nacimiento del espacio natural comenzó tras la caducidad de la autorización de una empresa minera de sepiolita, que explotó durante 30 años el terreno. Al dejar de trabajar el lugar, los huecos formados por las extracciones generaron láminas de agua procedentes del nivel freático y experimentaron un proceso de renaturalización, que convirtió la zona en un ecosistema rico en biodiversidad donde conviven 124 especies de aves diferentes.

## Historia
En 1977 Tolsa, una compañía minera de Toledo, comenzó los trabajos de explotación en la zona donde se ubica este espacio natural, tras firmar un contrato que les permitió extraer material de un yacimiento de sepiolita durante treinta años. En 2007 y al cumplirse la fecha acordada, la empresa aceptó las condiciones y cesó sus operaciones abandonando el lugar. Con el paso de los meses, los agujeros realizados en los procesos de minería comenzaron a llenarse de agua al encontrarse cerca del nivel freático, lo que hizo que se experimentasen filtraciones hasta el punto de cubrir al completo de agua los huecos.
Este fenómeno creó un espacio natural espontáneo que atrajo a numerosas especies de aves que se asentaron en las lagunas y las tomaron como refugio, se reprodujeron al mismo tiempo que invitaron a nuevas especies a convivir en el humedal, donde expertos ornitólogos llegaron a identificar más de un centenar de especies distintas.
El lugar donde se ubican las lagunas de Ambroz formó parte del distrito madrileño de Vicálvaro durante gran parte de su historia, hasta que se modificaron los límites de los distritos de Madrid en 2007 y pasaron a pertenecer al distrito de San Blas-Canillejas. Se solicitó su catalogación oficial como espacio natural protegido, pero tras un estudio preliminar realizado por los técnicos de la Dirección General de Biodiversidad, se valoró que no constaba de valores medioambientales destacables y que contaba con características similares a otros humedales artificiales, creados por la huella de la explotación minera.

## Biodiversidad
Cuenta con al menos 124 especies identificadas entre vegetación, aves, mamíferos y reptiles que se han adaptado al entorno natural. Hay catalogadas cerca de 1100 especies de invertebrados, como el Saga pedo, en peligro de extinción en la Comunidad de Madrid. Hay casi 500 especies vegetales, medio centenar de hongos y 146 especies de aves, además de anfibios, reptiles y varias especies de mamíferos, entre los que destaca el mayor de los murciélagos de la región, el nóctulo mayor.
En marzo de 2018 se aprobó el Plan de Protección de las Lagunas de Ambroz, para la protección, conservación y recuperación, que abrió una puerta a la modificación del Plan General Urbanístico de Madrid para que el paraje fuese declarado de interés medioambiental.

## Amenazas
En marzo de 2018 el Pleno de la Junta de San Blas aprobó por unanimidad un Plan de Protección de las Lagunas de Ambroz, sin embargo, esta iniciativa  no se ha concretado en una protección real ni en un cambio en la calificación del suelo. La Comunidad de Madrid descarta, de momento, preservar el entorno. En este sentido, la empresa minera Tolsa pidió reactivar su actividad en la laguna, mientras las asociaciones proteccionistas denuncian el impacto en la zona y el abandono. 